# Thou (bière)
Pour les articles homonymes, voir Thou.
La Thou est une bière blanche brassée par la brasserie artisanale française « Rivière d'Ain » (raison sociale : Maison de Brasseur) à Jujurieux. Le gérant de la brasserie est Patrice Pobel,. La bière Thou titre à 5,4 degrés et existe en différentes contenances,. En 2021, elle est produite à hauteur de 500 hectolitres par an.

## Distinctions
En 2013, 2016 et 2018, elle est élue meilleure bière au monde aux dégustations à l’aveugle dans la catégorie « pale » aux World Beer Awards,,,,,.
Pendant plusieurs années, les bières Thou sont reconnues au niveau international et récoltent de nombreuses médailles.